# 木湖村
木湖村，前稱李木湖，位於香港打鼓嶺北部，近中港邊界。
該村村民多為本地人，主要姓杜。
清末民初時，該村常受深圳河對岸的村民襲擊，故興建了圍牆環繞，由村中男丁負責防衛，門樓的槍彈痕跡至今可見。

## 村內建築
- 圍門，約建於1700年，門內供奉土地，正巷末端原有神廳供奉該村的保護神。[1]
- 天后廟，約建於1912至1913年，正殿懸掛「妙手回春」及「神恩庇佑」木牌匾兩塊，在1918及1923年由善信捐贈。左面門廊嵌有重修碑記，廟後則有土地神壇一座。[1]